# Liste der Monuments historiques in Noisseville
Die Liste der Monuments historiques in Noisseville führt die Monuments historiques in der französischen Gemeinde Noisseville auf.

## Liste der Bauwerke
| Bezeichnung                   | Beschreibung                                                                                            | Standort            | Kennzeichnung | Schutzstatus | Datum | Bild           |
| ----------------------------- | --- | ------------------- | ------------- | ------------ | ----- | -------------- |
| Monument du Souvenir Français | 1908 errichtet; zur Erinnerung an die französischen Gefallenen des Deutsch-Französischen Kriegs 1870/71 | 4 rue au Blé (Lage) | PA00106928    | Classé       | 1987  | weitere Bilder |

## Liste der Objekte
| Bezeichnung                | Beschreibung                | Standort                        | Kennzeichnung | Schutzstatus | Datum | Bild |
| -------------------------- | --------------------------- | ------------------------------- | ------------- | ------------ | ----- | ---- |
| Kelch und Patene           | Goldschmiedearbeit, 1674/76 | in der Kirche St-Étienne (Lage) | PM57000909    | Inscrit      | 1996  |      |
| Skulptur Mariä Himmelfahrt | aus dem 19. Jahrhundert     | in der Kirche St-Étienne (Lage) | PM57000908    | Inscrit      | 1996  |      |